# Застава Естоније
Државна застава Естоније је тробојка са три једнаке хоризонзалне траке плаве (горе), црне, и беле боје. Нормална величина је 105 × 165 cm. На естонском, застава се колоквијално назива "sinimustvalge" (дословно „плаво-црно-бело"), по бојама заставе.
Оваква застава је први пут ушла у употребу током 1880-их, као застава студентског савеза Естонског универзитета на Универзитету у Тартуу, и била је постављена у холу пастората комуне Отепа 4. јуна, 1884. Накнадно је застава повезана са естонским национализмом, и била је коришћена као државна застава (riigilipp) када је Естонија прогласила несзависност 24. фебруара, 1918, формално усвојивши заставу 21. новембра, 1918.
Инвазија Совјетског Савеза јуна 1940, је довела до забрањивања ове заставе. Застава је скинута са најсимболичкије локације, торња Пик Херман у Талину, 21. јуна, 1940. док је Естонија још увек (бар формално), била независна. Сутрадан, 22. јуна је подигнута заједно са црвеном заставом. Естонска тробојка је потпуно нестала са торња 27. јула, 1940, и била је замењена заставом Естонске ССР.
Током немачке окупације 1941. – 1944, застава је била прихваћена као етничка застава Естонаца, али не и као државна застава. Након што су се Немци повукли из Талина, септембра 1944, поново је истакнута естонска застава. Када је 22. септембра дошла Црвена армија, прво је само додата црвена застава. Убрзо затим, плаво-црно-бела застава је поново нестала.
Естонска застава је била забрањена до перестројке, касних 1980-их, када се 24. фебруара, 1989. плаво-црно-бела застава поново завијорила са Пик Херман торња у Талину. Званично је поново проглашена за државну заставу 7. августа, 1990, мало више од године дана пре него што је Естонија постала потпуно независна.
Првобитна интерпретација значења боја је била:
- плава представља небо, језера, и море Естоније, и симболише верност националистичким идејама;
- црна је боја тла домовине и националног грба;
- бела представља тежњу народа ка срећи и светлу.

## Алтернативни предлози
2001, политичар Карел Таранд је предложио да се дизајн заставе промени из тробојке у заставу са стандардним скандинавским дизајном и истим бојамаhttp://www.epl.ee/artikkel_92271.html?PHPSESSID=64d945169becf309254fe73f4ddbc468[] Архивирано на веб-сајту  (13. новембар 2007). Они који се слажу са овим предлогом сматрају да тробојка даје Естонији имиџ пост-совјетске или источноевропске земље, док би нови дизајн симболизовао везу земље са нордијским државама. Многи од њих такође предлажу и промену имена државе на страним језицима из Естонија у Естланд. Неколико предлога заставе са нордијским крстом је већ постојало 1922, када је државна застава званично усвајана; један од њих је приказан на слици. Како се тробојка сматра важним националним симболом, овај предлог није наишао на општу прихваћеност.